# 코지 판 투테

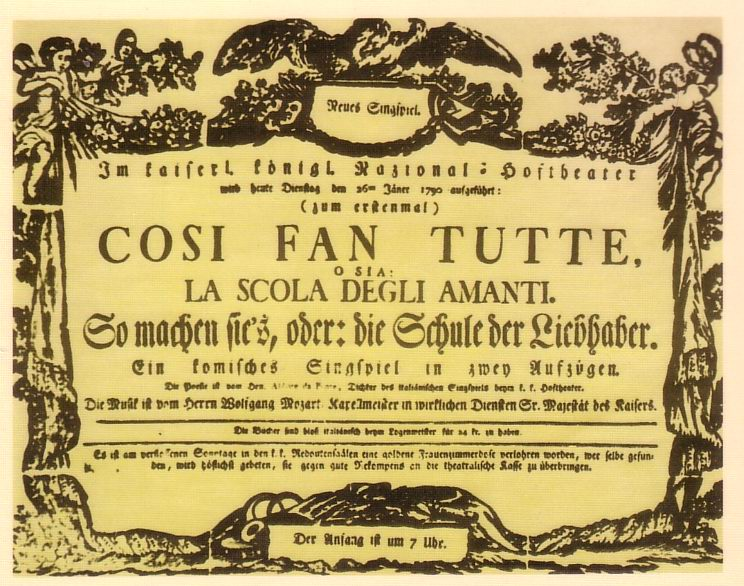

《코지 판 투테》(이탈리아어: Così fan tutte)는 모차르트가 로렌초 다 폰테(Lorenzo Da Ponte)의 대본을 바탕으로 1790년 발표한 오페라 부파이다(로렌초 다 폰테는 이 작품 외에도 피가로의 결혼과 돈 조반니의 대본을 썼다). 모차르트 생존 당시 빈에서 실제 일어났던 일을 오페라로 만든 것으로 1790년 1월 26일 빈 부르크 극장에서 초연되었다. 오페라의 제목인 코지 판 투테는 작품 속 등장인물인 철학자 알폰소가 내뱉은 대사로, 이탈리아어로 '여자란 모두 똑같이 행동한다'는 의미이며 여기서의 행동은 바람기를 뜻한다. <여자는 다 그래>, <여자는 똑같아>로 번역되기도 한다.

## 등장인물
- 피오르딜리지(Fiordiligi): 소프라노, 페라라의 귀부인으로 도라벨라의 자매
- 도라벨라(Dorabella): 메조 소프라노, 페라라의 귀부인으로 피오르딜리지의 자매
- 굴리엘모(Guglielmo): 바리톤, 피오르딜리지의 연인
- 페란도(Ferrando): 테너, 도라벨라의 연인
- 데스피나(Despina): 소프라노, 피오르딜리지와 도라벨라의 하녀
- 돈 알폰소(Don Alfonso): 베이스, 철학자